# Филиппов, Сергей Никитич
Сергей Никитич Филиппов (1857—1910) — русский прозаик, театральный и художественный критик, журналист, редактор, путешественник.

## Биография
Отец, Никита Филлипов (1813―?), из нижегородских купцов, зачислен в московские (1867), мать ― Варвара Ивановна (1831―?). Единородный брат Филиппова (от первого брака) ― Александр, заслуженный профессор Московского университета, профессор и ректор Юрьевского университета. Сведения об учёбе Филиппова не обнаружены. По призыву 1878 года Филиппов был зачислен в ратники ополчения 2-го разряда.
Первый неопубликованный рассказ (о смерти женщины от чахотки) был прочитан и исправлен А. П. Чеховым. Дебют в печати — рассказ «Не от мира сего» (1883), в котором от лица подростка описана смерть близкого друга. Современник оставил портрет Филиппова того времени: «всегда тщательно одетый, он выглядел человеком достатка и мало имел типичных черт литератора».
В 1886—1891 годах Филиппов — сотрудник, впоследствии редактор газеты «Русский курьер», вёл раздел «Театр и музыка», в котором откликался на события и проблемы современной театральной жизни. Выступал также с обзорами художественной жизни, выставок, например: на XV передвижной выставке картин (1887) особое впечатление на Филиппова произвела картина «Христос и грешница» В. Д. Поленов, на XVII передвижной выставке картин (1889) выделял картину «Святитель Николай» И. Е. Репина и пейзаж И. И. Шишкина «Утро в сосновом лесу».
Как театральный рецензент был оценен Чеховым, отмечавшим «бойкость» стиля и трудолюбие Филиппова, советовавшим ему: «пишите поразгонистее, чтобы редакторы прочитывали Ваши рукописи», рекомендовавшим Филиппова в газету «Новое время», чтобы тот прошел «хорошую школу» (1889). Статья Филиппова «Юдофильствующие Цицероны» («Новое время», 1890) о вреде, наносимом «еврейством» русской жизни (на примере московской адвокатуры), была названа «братоненавистнической проповедью… юдофобствующей газеты». Этим скандалом, видимо, ограничилось пребывание Филиппова в «Новом времени». С 1889 года Филиппов ― сотрудник газеты «Русские ведомости», где поместил ряд рассказов, очерков, описаний путешествий, некрологов (например, «Памяти И. Ф. Горбунова» — 1895). Печатался в других периодических изданиях: «Русская мысль», «Новости дня», «Артист», «Читатель», работа в которых сформировала умение Филиппова видеть острые проблемы, особый ироничный стиль.
Рассказы и очерки, печатавшиеся в периодике, составили сборник «Сирень» (1893; 2-е издание — 1899). Одноимённый рассказ, давший название сборнику, построен на сочетании иронии с сентиментальностью (чувство, преобразившее душу товарища прокурора, помогло ему пересмотреть решение, от которого зависит человеческая судьба). В характерном для Филиппова рассказе «Ученица» (1892) о трагической судьбе закройщицы, кончившей самоубийством, противопоставлены блестящий и бездушный мир её хозяйки из «Общества для оказания покровительства собакам» и суровый мир рабочих и ремесленников. В сборнике «Около жизни и смерти» (1896; иллюстрации Л. О. Пастернака) преобладают психологические сюжеты, фиксируются перемены в настроениях людей под влиянием крупных общественных событий. Критика отмечала, что рассказы и очерки Филиппова «искренни и живы… в них совершенно отсутствовали цветистость и манерность». Очерк «Лермонтов на Кавказских горах» (1890; вошёл в сборник «Под летним небом. Встречи и впечатления», 1894) вызвал бурную полемику; в нём приведены воспоминания очевидцев о встрече М. Ю. Лермонтова на балу с Н. П. Верзилиной и о причинах, приведших к дуэли. В своем «Ответе» Э. А. Шан-Гирей, вдова близкого друга и родственника поэта, заявила, что многие сведения, которые приводит Филиппов, не соответствуют действительности (1891). В очерке «Гоголевские уголки» (первоначально: «Артист», 1892) Ф. описал свою встречу с О. В. Головней, сестрой Н. В. Гоголя, а также гоголевские места, привёл два снимка флигеля, где останавливался писатель, получил возможность ознакомиться с его письмами, а также с некоторыми личными вещами. 
Книга путевых очерков «Поволжье, Дон и Кавказ» (1886, 1887) — это, по словам Филиппова, ряд «сцен и картин, впечатлений и встреч, набросанных так, как они открывались передо мной». В том же жанре написаны книги «По Крыму. Отражения» (1889), «Константинополь, его окрестности и Принцевы острова» (1893; 2-е издание ― 1915). По свидетельству критика, последняя подверглась «остракизму в Турции»; её отличает «правдивость рассказа и строгая верность описания… прекрасное изложение». Эти особенности позволили сравнить сборник Филиппова с путевыми очерками итальянского писателя Де Амичиса. Другой рецензент назвал Филиппова «туркофильствующим и грекофобствующим автором» и указал на неполноту сообщаемых сведений (1893). Филиппову принадлежит несколько путеводителей, в которых он проявил себя не только как тонкий стилист, но и наблюдательный путешественник; они пользовались успехом и выдержали несколько изданий: «Западная Европа» (1900; 6-е издание ― 1912), с картами, планами и панорамами городов (свыше 1000 городов и местечек), даны общие сведения, географические, статистические описания, для некоторых мест — краткие очерки искусств. Как писал Филиппов, «цель этой книги — помочь едущему за границу русскому туристу ознакомиться с заслуживающими внимание достопримечательностями Запада при наименьшей затрате времени и средств и без помощи всевозможных гидов, проводников и т. п. лиц» (1903). Критик назвал книгу «первым русским бестселлером» (1911). В книге «Ривьера. Спутник туриста» (1909) содержатся краткие практические советы туристам. А. В. Круглов считал, что Филиппов подражал Вас. И. Немировичу-Данченко «в блужданиях по России и Европе».
Был знаком с А. С. Сувориным, В. Г. Чертковым, А. А. Бахрушиным, Е. В. Чешихиным, В. М. Гаршиным. По словам Ф. Ф. Фидлера, обладал «удивительной памятью» и служил источником ярких (часто нелицеприятных) характеристик современных литераторов и рассказов о встречах с И. А. Гончаровым, Г. И. Успенским, Н. К. Михайловским, П. М. Невежиным, В. А. Гольцевым. Дружил с Л. И. Пальминым. Участник обедов беллетристов, товарищеских обедов литераторов (1898, 1906—1908).
Филиппов вёл бродячую жизнь, порой страдал от одиночества и «невыразимой тоски», не желал связать себя браком. Жил с вдовой полковника Натальей Ивановной Порохиной; усыновил свою дочь от неё Веру (род. 1902).
Филиппов скончался в Обуховской больнице от паралича сердца.